# 24.º Exército (Alemanha)
A 24ª Exército (em alemão:24. Armee) foi um exército de campo alemão que esteve em ação durante a Segunda Guerra Mundial.

## Comandantes
| Comandante                          | Data                                      |
| ----------------------------------- | ----------------------------------------- |
| General der Infanterie Hans Schmidt | ? de novembro de 1944 - 6 de maio de 1945 |

## Chiefs of Staff
| Oberstleutnant Seitzinger | novembro de 1944 - 6 de maio de 1945 |

## Oficiais de operações
| Hauptmann Köhler | novembro de 1944 - 6 de maio de 1945 |